# Dubai Sports City

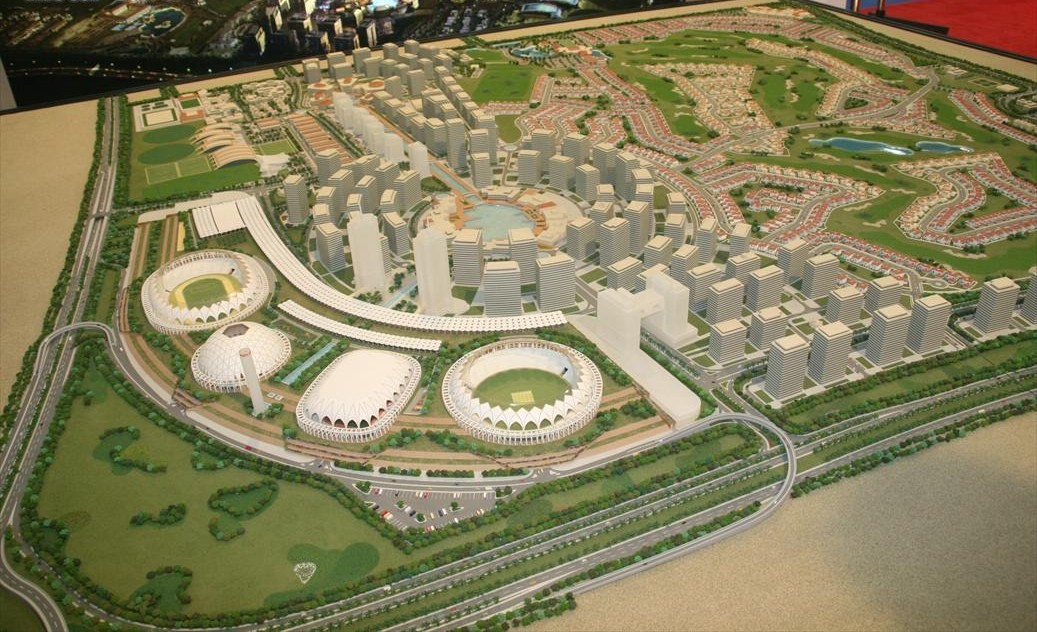
Modello di Dubai Sports City

Il Dubai Sports City è un complesso sportivo di 4.600.000 m².Che è in costruzione a Dubai negli Emirati Arabi Uniti, il complesso sarà composto da condomini, nonché numerosi impianti sportivi. Le prime strutture sono state aperte sul finire del 2007.
La compagnia Dubai Properties è la sviluppatrice principale di questo progetto per le infrastrutture.

## Impianti Sportivi
Il Dubai Sports City conterrà i seguenti impianti sportivi:
- DSC Multi-Purpose Stadium, sarà la struttura sportiva principale, con una capienza di 60.000 spettatori. Questo stadio verrà utilizzato per atletica, cricket e Calcio.
- Dubai International Cricket Stadium, con una capienza di 25.000 spettatori.
- DSC Indoor Arena, con una capienza di 10.000 spettatori.
- DSC Hockey Stadium, con una capienza di 5.000 spettatori. Lo stadio fornirà una base per il Comitato di Hockey degli Emirati Arabi Uniti e per la WorldHockey Academy. L'Hockey Stadium è situato nel Campus della Dubai Sports City Academy e mette a disposizione comfort di classe mondiale per gli atleti internazionali e appassionati locali. La WorldHockey Academy è la prima struttura del suo genere in tutto il mondo. Attraverso una partnership tra il Dubai Sports City e la IIHF, il WorldHockey Academy servirà per  istruire al più alto livello professionale gli allenatori di hockey, molti dei quali sono rappresentanti dei loro paesi sulla scena internazionale.